# 圣维维安-德蒙塞居尔
圣维维安-德蒙塞居尔（法語：Saint-Vivien-de-Monségur，法語發音：[sɛ̃ vivjɛ̃ də mɔ̃seɡyʁ]，意为“蒙塞居尔的圣维维安”）是法国吉伦特省的一个市镇，属于朗贡区。该市镇总面积15.83平方公里，2009年时的人口为382人。

## 人口
圣维维安-德蒙塞居尔人口变化图示